# Valeins
Valeins település Franciaországban, Ain megyében. Lakosainak száma 131 fő (2022. január 1.). Valeins Baneins, Chaneins, Peyzieux-sur-Saône és Saint-Étienne-sur-Chalaronne községekkel határos.

## Népesség
A település népessége az elmúlt években az alábbi módon változott:
| Lakosok száma | 78   | 67   | 61   | 93   | 119  | 130  | 130  | 126  | 128  | 131  |
|               | 1968 | 1982 | 1990 | 2006 | 2013 | 2015 | 2017 | 2019 | 2020 | 2022 |